# Wolverine and the X-Men
Wolverine and the X-Men – amerykański serial animowany stworzony przez Marvel Animation. Jest to czwarta animowana adaptacja przygód X-Menów. Pozostałe to Pryde of the X-Men, X-Men (serial animowany 1992) oraz X-Men: Ewolucja.

## Fabuła
Historia zaczyna się niespodziewaną eksplozją w Instytucie Xaviera, która początkowo była postrzegana przez X-Men jako zamach na Profesora Charlesa Xaviera oraz Jean Grey. Po zamachu zostają uznani za zaginionych, a nawet martwych. Trauma po „śmierci” Profesora i Jean powoduje rozpad drużyny X-Men. Cyclops popada w depresje po stracie ukochanej Jean Grey, Colossus wyjeżdża do Rosji, Storm do Afryki, Iceman zostaje zabrany przez rodziców do domu. Rok później MRD, wspierana przez rząd organizacja rozpoczyna łapać i więzić mutantów. Wolverine i Beast decydują się odbudować X-Men. Z pomocą Warrena Worthingtona III odbudowują Instytut. Jako pierwsi dołączają do nich Iceman, Shadowcat i Forge. Niestety wciąż drużynie brakuje telepaty umiejącego obsłużyć Cerebro, aby odnaleźć Profesora Xaviera i Jean Grey. Na szczęście swoje usługi oferuje Emma Frost, była dyrektor konkurencyjnej szkoły dla mutantów z Massachusetts. Godzi się odnaleźć zaginionych w zamian za dołączenie do X-Men. Odnajduje ona Profesora na Genoshy. Okazuje się, że kilka dni wcześniej pojawił się on na tej wyspie należącej do Magneto, a ten zaopiekował swoim przyjacielem. Magneto zwraca X-Men ciało nieprzytomnego Profesora i drużyna wraca do Instytutu. Xavier umieszczony w specjalnej kapsule kontaktuje się z X-Men.
Okazuje się, że Profesor obudził się 20 lat później i za pomocą Cerebro kontaktuje się z „teraźniejszymi” X-Men. W przyszłości wszyscy z drużyny zginęli, pozostali mutanci zostali umieszczeni w obozach internowania, a ludzkość całkowicie wyginęła. Powodem tego był bunt Sentineli (maszyn łapiących mutantów) zapoczątkowany przez ogromny komputer Master Mold. Od tego czasu X-Men kontaktują się z Xavierem z przyszłości próbując zapobiec tragicznej wizji przyszłości. W tym czasie Profesor zostaje złapany przez Sentineli i tam sprzymierza się z X-Men przyszłości założonymi przez Wolverine’a. W końcu X-Men odnajdują Jean Grey, która okazuje się sprawcą eksplozji. Uwolniła się wtedy jej moc Phoenixa. Jean zostaje porwana przez Emmę Frost i Hellfire Club, a Phoenix ma zostać wykorzystany do zniszczenia świata.
Ostatecznie Profesor Xavier, Wolverine, Bishop i pozostali X-Men przyszłości niszczą Master Molda, a X-Men „teraźniejszości” z pomocą Emmy Frost uwalniają Phoenixa który opuszcza Ziemię. Przyszłość zostaje zmieniona, ale Xavier twierdzi, że rozpoczęła się teraz Era Apokalipsa.

## Postaci

### X-Men
- Wolverine (James Howlett/Logan) – po eksplozji lider X-Men, staje się bardziej odpowiedzialny w stosunku do komiksowego odpowiednika. Ma moc regeneracji, szpony oraz posiada kości pokryte metalem – Adamantium.
- Cyclops (Scott Summers) – jest w depresji po śmierci Jean, robi co może aby ją odnaleźć. Potrafi strzelać promieniem energii z oczu.
- Beast (Hank McCoy) – naukowiec, jego mutacja objawia się zwiększoną wytrzymałością i zręcznością.
- Nightcrawler (Kurt Wagner) – pochodzi z Niemiec, może się teleportować, jeśli widzi cel teleportacji.
- Shadowcat (Kitty Pryde) – ma moc przenikania wszystkiego np. ludzi, ścian, sufitu, pocisków itp.
- Storm (Ororo Munroe) – pochodzi z Afryki, w młodości była złodziejem, potrafi kontrolować pogodę.
- Rogue (Anna Marie) – na początku dołącza do Bractwa Złych Mutantów, później wraca do X-Men. Potrafi odbierać na krótki czas moc innych mutantów.
- Emma Frost – należy do Hellfire Club, jej zadaniem jest zlokalizować Phoenixa. Jest zakochana w Cyclopsie i stara się mu pomóc w jego depresji. Jest telepatką oraz może zmieniać się w diament.
- Forge – posiada duże zdolności do pracy z maszynami. Zwykle stroni od udziału w walce.
- Jean Grey – ma zdolności telekinezy i jest telepatką, ukochana Cyclopsa, jest nosicielką Phoenixa. Znika po eksplozji w Instytucie.
- Profesor Charles Xavier – lider i fundator X-Men, znika po eksplozji w Instytucie, później odnaleziony na Genoshy zapada w śpiączkę na 20 lat. Potężny telepata.
- Colossus (Piotr Rasputin) – może wytworzyć stalową powłokę na skórze. Po eksplozji wyjeżdża do Rosji i nie wyraża zgody na powrót do X-Men.
- Angel (Warren Worthington III) – posiada anielskie skrzydła, jego ojciec jest właścicielem dużego przedsiębiorstwa Worthington Industries, opuszcza X-Men, aby ojciec nie odciął mu funduszy, dzięki którym może pomagać mutantom

### X-Men (przyszłość)
- Profesor Charles Xavier
- Wolverine (James Howlett/Logan)
- Lucas Bishop
- Polaris (Lorna Dane)
- Domino
- Berzerker
- Vanisher
- X-23 i jej klony
- Sentinel Rover
- Marrow
- Hellion
- Kamal
- Firestar

### Bractwo Złych Mutantów
- Quicksilver (Pietro Maximoff)
- Avalanche (Lance Alvers)
- Blob (Freddy Dukes)
- Toad (Todd Tolansky)
- Domino

### Acolytes
- Magneto (Erik Lensherr)
- Mystique (Raven Darkholme)
- Scarlet Witch (Wanda Maximoff)
- Polaris (Lorna Dane)
- Pyro (John Allerdyce)
- Juggernaut (Cain Marko)
- Senyaka
- Blink
- Scanner
- Bracia Kleinstock
- Mellencamp
- Mercury

### Marauders
- Mister Sinister (Nathanniel Essex)
- Archangel (Warren Worthington III)
- Multiple Man (James Madrox)
- Arclight
- Blockbuster
- Harpoon
- Vertigo

### Hellfire Club
- Sebastian Shaw
- Emma Frost
- Donald Pierce
- Harry Leland
- Selene
- Kukułki

### MRD i Projekt: Sentinel
- Senator Robert Kelly
- Warren Worthington II
- Bolivar Trask
- Master Mold
- Pułkownik Moss
- Doktor Sybil Zane
- Doktor Kavita Rao
- Agent Haskett
- Doktor Peterson
- Sentinele
- Prowlerzy

### Weapon X
- Doktor Abraham Cornelius
- Profesor Thorton
- Szablozęby (Victor Creed)
- Maverick (Christopher Nord)
- Wolverine (James Howlett/Logan)
- Mystique (Raven Darkholme)
- X-23

### Pozostali Mutanci
- Apocalypse (En Sabah Nur)
- Gambit (Remy LeBeau)
- Shadow King (Amahl Farouk)
- Psylocke (Elisabeth Braddock)
- Silver Samurai (Harada)
- Boom Boom
- Magma
- Dazzler
- Sauron
- Wolfsbane
- Squidboy
- Chrity Nord
- Dust
- Tildie Soames
- Fever Pitch
- Network
- Quill
- Rockside
- Shatter
- Feral

### Pozostałe postaci
- Mojo
- Spiral i Reaversi
- Nick Fury i T.A.R.C.Z.A.
- Bruce Banner/ The Hulk
- Wendigo
- Mariko Yashida

## Drugi sezon i zawieszenie prac
4 listopada 2008 roku podano, że drugi sezon serialu, składający się z 26 odcinków jest w fazie preprodukcji. Na ujawnionych zdjęciach widać było takie postacie jak Jubilee, Deadpool, Magik, Colossus i Havok. 15 kwietnia 2010 studio Marvel Animation Age podało, że pojawienie się drugiego sezonu jest w najbliższym czasie mało prawdopodobne. Prace z powodów finansowych zostały zawieszone na rzecz innych kreskówek.